# Team Wang design
TEAM WANG design，是由藝人王嘉爾於2019年創立的時裝品牌，總部位於中國上海。品牌旗下產品涵蓋成衣、配飾、聯名合作系列等，風格融合街頭文化與極簡主義，強調黑白配色與結構剪裁。

## 產品
品牌設有三個主要產品線：基礎系列 THE ORIGINAL 1、高端系列 COOKIES，以及聯名系列 SPARKLES。其中，THE ORIGINAL 1 包括經典服飾、家具及運動產品；COOKIES 注重概念設計與時裝表達；SPARKLES 專注於跨界合作，與時裝設計師法瑞尔·威廉姆斯等展開聯名合作。品牌亦持續通過限時快閃店、全球活動等方式推廣。

## 歷史
2019年，品牌創立，由藝人王嘉爾和張權（Henry Cheung）在上海創立，張權任首席執行官，王嘉爾擔任品牌創意總監。
2021年，克勞德·莫奈畫作在上海首次展出時，品牌推出與上海外灘壹號美術館聯名打造的莫奈主題限定系列，並在該館開設展間。
2022年，品牌推出「COOKIES - THE VELVET」系列。

## 曝光與合作
作為創始人、設計總監和主要形象代表，王嘉爾本人頻繁穿著該品牌服飾，包括演唱會、時尚活動及社交媒體曝光，這在一定程度上推動了品牌知名度。此外，TEAM WANG design 曾與高級時裝品牌如FENDI、Palm Angels、Fila Fusion，以及時裝設計師Pharrell Willams等展開聯名合作。